# Embalse de Jánovas
El embalse de Jánovas fue un pantano proyectado sobre el cauce del río Ara, situado en las proximidades de la localidad española de Jánovas, provincia de Huesca, en los Pirineos aragoneses.

## Historia
A lo largo del siglo XX se sucedieron los proyectos de construcción de un embalse sobre el río Ara, en las proximidades de Jánovas (Huesca) con el objeto de producir energía hidroeléctrica y regar los campos. En 1951 se concedió la autorización para la construcción del embalse y en 1960 comenzó la venta y expropiación de las viviendas y fincas rústicas de los pueblos afectados, que se prolongó durante veinte años. 
En 2001 se publicó la Declaración de Impacto Ambiental del proyecto cuyo contenido era contrario a su construcción y, en consecuencia, quedó suspendido. En 2010 comenzó el proceso de reversión de los bienes expropiados a sus antiguos propietarios o a sus herederos.

### Proyectos (1917-1995)
Las primeras gestiones para la construcción de un embalse para la producción de energía eléctrica en el río Ara se remontan a 1911 y se materializaron en 1917 con la concesión del derecho de construcción de una presa.
En 1923 se concedieron los derechos de explotación hidroeléctrica del Ara a la empresa “Aplicaciones Industriales” con incidencia en los términos de Albella, Jánovas, Boltaña, Sieste, Guaso y Aínsa.
Tras la guerra civil española, en 1945, Iberduero compró a “Aplicaciones Industriales” la citada concesión. En ese mismo año se redactó el proyecto de embalse por el ingeniero de caminos Pedro Martínez Artola.
En 1951 el Consejo de Ministros aprobó “el plan de construcción de los aprovechamientos del río Ara (entre Fiscal y Aínsa) y de río Cinca”. El embalse proyectado provocaría la inundación total de las poblaciones de Jánovas, Lacort y Lavelilla, y afectaría a terrenos productivos de Albella, Planillo, San Felices de Ara, Villamana, Ligüerre de Ara, Javierre de Ara y Santa Olaria de Ara.
En 1961 el Boletín Oficial de la Provincia de Huesca publicó la lista de afectados por las expropiaciones originadas por la construcción del embalse. Su ejecución fue lenta e intermitente, de tal manera que se prolongó durante casi un cuarto de siglo, hasta 1984. 
Las expropiaciones comprendían 1.253 terrenos o propiedades de Albella, Jánovas y Burgasé y afectaron a unos 150 particulares. En ocasiones se encontraron con la firme oposición de algunos propietarios, principalmente de Jánovas, a los que, para desalojarlos y evitar su regreso, la empresa, a partir de 1963, dinamitó sus viviendas, e inutilizó los regadíos y campos de secano.
El embalse, inicialmente proyectado para la producción hidroeléctrica, fue ampliado para proporcionar agua para los campos, preferentemente para Los Monegros, de tal manera que el objeto y dimensión del embalse varió sensiblemente en el tiempo: inicialmente se proyectó con una capacidad de 187,7 hectómetros cúbicos, en 1972 se amplió a 548,5 y diez años después, en 1982, se redujo a 198.

### Contestación social
El proyecto se vio contestado por la actividad desplegada, desde los primeros momentos, por la "Asociación de vecinos afectados por el proyecto de obras del embalse de Jánovas"; más adelante fue secundada, entre otras entidades, por la Asamblea Ecologista de Zaragoza, por la Coordinadora contra el Pantano de Jánovas (constituida en 1994) y la por la Asociación Río Ara (1998). Las manifestaciones en contra del embalse se multiplicaron en Aragón, en ellas sonaba como canción reivindicativa la "Habanera triste" compuesta por La Ronda de Boltaña.
En 1991 Iberduero se fusionó con Hidroeléctrica Española constituyéndose de esta manera Iberdrola, que pasó a ser la empresa titular de los derechos de explotación del embalse. Dos años después, en 1993, Iberdrola vendió a Endesa, entre otras, la concesión de los derechos de explotación hidroeléctrica del río Ara, lo que supuso la cesión del proyecto del embalse de Jánovas.

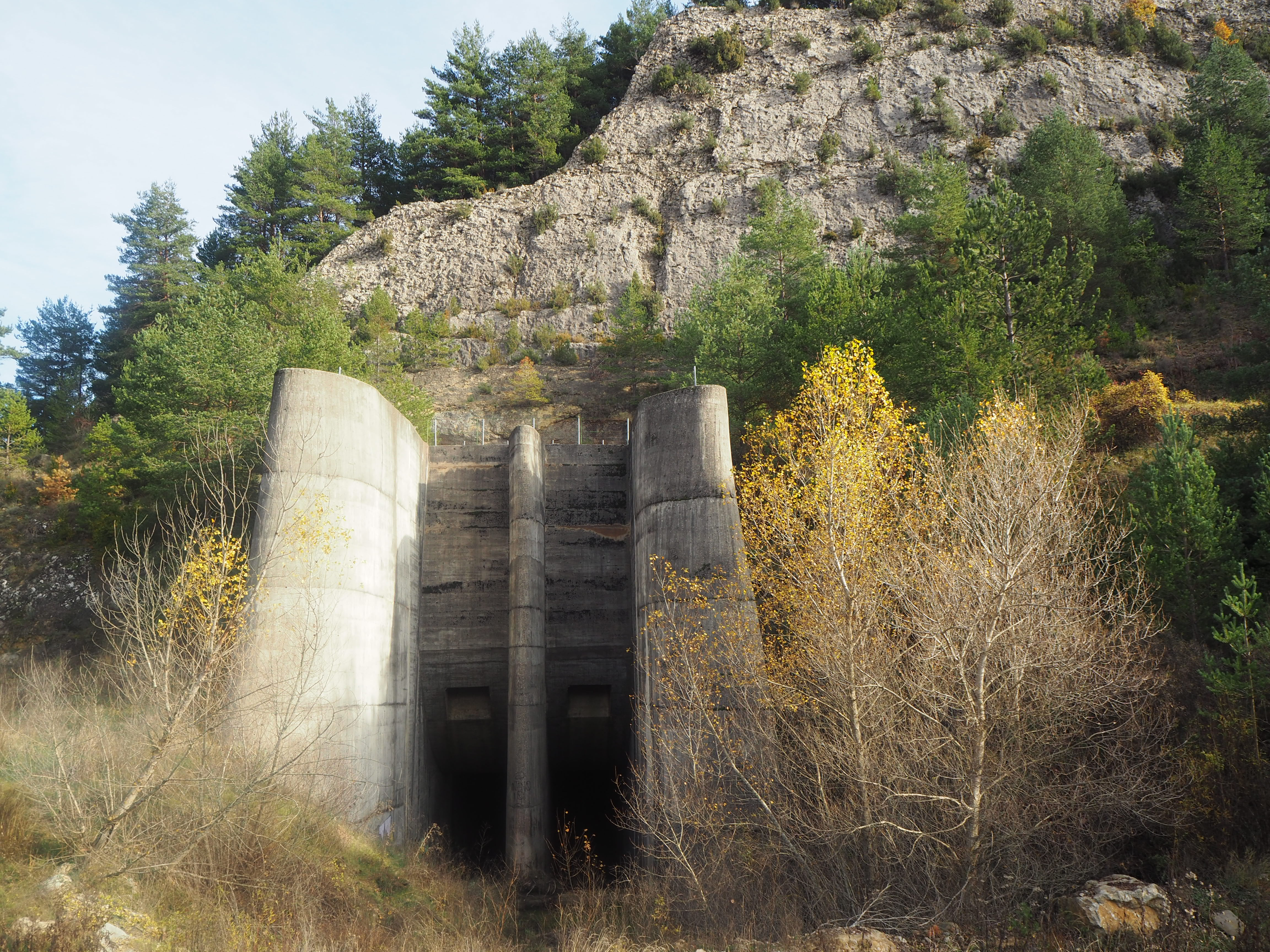
Túnel para el desvío del río Ara (Jánovas)

En 1995, dentro del plan de obras auxiliares para la construcción del embalse, se concluyó un túnel de desviación del curso del río. Se situó a la entrada de la garganta del Ara. Las aguas se desviaron y el cauce del río quedó despejado para la construcción de la presa. Dos años más tarde fue inutilizado por una riada que rompió el muro que desviaba el río, que ya no fue reparado, y el Ara volvió a discurrir por su cauce.

### Suspensión del proyecto (2001)
A comienzos de 2001 se publicó la Declaración del Impacto Medioambiental del proyecto en la que se  concluía que “no se considera pertinente su construcción” porque “tendrá impactos adversos significativos sobre el medio ambiente”. En consecuencia, después de medio siglo de renovación de las concesiones, cambios de proyectos, ventas de terrenos y expropiaciones, el embalse era inviable.
La Audiencia Nacional, en 2003, a instancia de la "Asociación de vecinos afectados por el proyecto de obras del embalse de Jánovas", dictó sentencia en la que instaba la tramitación del expediente de caducidad de las concesiones de explotación hidroeléctrica de los ríos Ara y Cinca que, en esas fechas, poseía Endesa. 
En 2005, la ley Modificación del Plan Hidrológico Nacional, en su disposición adicional octava, declaró: "Se desestima la construcción del pantano de Jánovas. La Administración central, autonómica y local elaborarán conjuntamente un Plan de desarrollo sostenible para el municipio afectado". De esta manera quedó definitivamente suspendido el proyecto emprendido en 1917.

### Reversión de los terrenos y repoblación (2008-)
Descartada definitivamente la construcción, el Ministerio de Medio Ambiente encomendó, en 2008, a la Confederación Hidrográfica del Ebro (CHE) gestionar el proceso de reversión de los bienes expropiados a sus antiguos propietarios o a sus herederos. Inicialmente se estimó que serían 115 los afectados, aunque, finalmente, fueron admitidos 105.
El 29 de noviembre de 2019, Endesa firmó el acta de reversión de terrenos e infraestructuras urbanas que habían sido de titularidad municipal de Lacort, Jánovas y Lavelilla al ayuntamiento de Fiscal, porque era la entidad municipal con jurisdicción sobre ellos. Comprendía 49 inmuebles (edificios, fuentes, lavaderos, etcétera), caminos y terrenos comunales. De esta manera se pretendía devolver la actividad a las tres localidades. En este contexto, por parte de antiguos vecinos, en 2016 se constituyó a la Fundación San Miguel de Jánovas con el objeto de promover la reconstrucción de la localidad.
En 2015 comienza en Jánovas la restauración de viviendas a iniciativa de sus propietarios, midntras que Lacort y Lavelilla continúan abandonados. El 8 de marzo de 2019 se restableció el suministro de energía eléctrica a Jánovas gracias a la subvención de 100.000 euros concedida por el Gobierno de Aragón a la Fundación San Miguel.